# Nouveau cruzeiro
Le Nouveau cruzeiro (NCr$) était une monnaie brésilienne qui a circulé temporairement au Brésil entre le 13 février 1967 et le 14 mai 1970. Le Cruzeiro Novo a été mis en place pendant la dictature militaire, sous le gouvernement du maréchal Artur da Costa e Silva, au pouvoir de 1967 à 1969.
Cet étalon a été créé suite à la perte de valeur du Cruzeiro, une monnaie en vigueur depuis 1942, qui a subi une dépréciation importante due à la hausse de l'inflation causée par l'instabilité politique et des finances publiques incontrôlées. Ce fut l'un des facteurs présumés ayant conduit au coup d'État de 1964, qui a conduit à la dictature militaire brésilienne qui a duré jusqu'en 1985.

## Histoire
En février 1967, la dénomination « nouveau cruzeiro » devint temporairement la monnaie standard du Brésil. De nouveaux billets furent alors mis en circulation, portant un timbre circulaire portant la mention « Banco Central » (Banque centrale) dans la partie supérieure du cercle extérieur, la valeur numérique dans le cercle intérieur et la valeur en centavos ou en nouveaux cruzeiros dans la partie inférieure du cercle extérieur. Cette transition marqua la transition des billets alors en circulation vers la nouvelle monnaie standard.
Des billets de 10, 50 et 100 cruzeiros émis par Thomas de La Rue, ainsi que des billets de 500, 1 000, 5 000 et 10 000 cruzeiros émis par l'American Bank Note Company, furent frappés. À partir de 1968, les billets de 10 000 cruzeiros émis par Thomas de La Rue furent également frappés du timbre.
En février 1968, les anciennes pièces de monnaie de la norme cruzeiro furent rétrogradées, perdant ainsi leur cours légal. En août de la même année, de nouvelles pièces furent mises en circulation, avec des valeurs de 1, 2, 5, 10, 20 et 50 centavos, équivalentes respectivement aux anciens billets de 10, 20, 50, 100, 200 et 500 cruzeiros.
Parallèlement, des investissements furent réalisés dans l'imprimerie afin de préparer la Monnaie brésilienne à répondre à la demande de nouveaux billets de 1, 5, 10, 50 et 100 cruzeiros, déjà dépourvus de la mention « nouvelles ». Ces billets ont commencé à être mis en circulation en mai 1970, bien que les nouveaux billets aient été initialement prévus pour être émis avant la fin de 1967.